# Skånland
Skånland è un ex comune norvegese della contea di Troms. Dal 1º gennaio 2020 è diventato parte del neo-istituito comune di Tjeldsund.